# 4149-es mellékút (Magyarország)
A 4149-es számú mellékút egy 2,2 kilométer hosszú, négy számjegyű országos közút Szabolcs-Szatmár-Bereg vármegye területén; Kisvárda egyik belső útjaként a 4-es főút és a 381-es főút csomópontját köti össze a belvárossal és az azon végighúzódó 4145-ös úttal.

## Nyomvonala
Kisvárda belterületének nyugati szélén ágazik ki a 4-es főútból délkelet felé, ugyanabban a körforgalmú csomópontban, amelyben beletorkollik az ellenkező irányból a Sátoraljaújhelytól át Cigándon át idáig húzódó 381-es főút, bő 47 kilométer megtételét követően. Városmajor utca néven indul, és alig több mint száz méter után egy újabb körforgalmon halad keresztül, ez a város egyik bevásárlóközpontját szolgálja ki. Mintegy 550 méter után kiágazik belőle északkelet felé a Kisvárdai várhoz vezető bekötőút, majd további mintegy 300 méter után délnek fordul és a Krucsay Márton utca nevet veszi fel.
Az első kilométerét elhagyva hamarosan keleti irányba fordul – változatlan néven – majd dél felől beletorkollik a 4154-es út, másfél kilométer után pedig újabb körforgalmú csomópontja következik (keresztirányban ez csak önkormányzati utakat szolgál ki). A város református és katolikus templomát elhagyva a Csillag utca nevet veszi fel, és így is ér véget, beletorkollva a 4145-ös út körfogalmába, annak a 6,700-as kilométerszelvénye közelében. Ugyanabból a körforgalomból indul északi irányban a 3832-es út is, Döge-Szabolcsveresmart felé.
Teljes hossza, az országos közutak térképes nyilvántartását szolgáló kira.gov.hu adatbázisa szerint 2,235 kilométer.

## Települések az út mentén
- Kisvárda